# Hiền Giang
Hiền Giang là một xã thuộc huyện Thường Tín, thành phố Hà Nội, Việt Nam.

## Địa lý
Xã Hiền Giang có vị trí địa lý:
- Phía bắc giáp xã Khánh Hà
- Phía đông giáp xã Hòa Bình
- Phía nam giáp xã Tiền Phong
- Phía tây giáp huyện Thanh Oai.

Xã Hiền Giang có diện tích là 3,21 km². Theo Tổng điều tra dân số năm 1999, xã Hiền Giang có dân số là 4.110 người.

## Hành chính
Xã Hiền Giang được chia thành 4 thôn: Hưng Hiền, Nhân Hiền, Quang Hiền, Nhuệ Giang.

## Lịch sử
Đầu thế kỷ 19, các thôn làng của xã Hiền Giang là các làng xã (thời xưa) Nhuệ Giang, Nhân Hiền, Hưng Hiền, Dưỡng Hiền, Cổ Hiền của tổng Cổ Hiền huyện Thượng Phúc phủ Thường Tín trấn Sơn Nam Thượng.

## Văn hóa

### Nghề truyền thống
- Xã có làng nghề truyền thống là làng chạm khắc đá Nhân Hiền.
- Xã trước nổi danh với lang nghề điều khắc gỗ sau vì những lí do đã chuyển qua điêu khắc đá